# Impero inca settentrionale

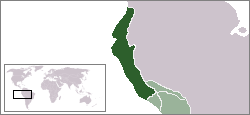
L'impero inca settentrionale corrispondeva all'incirca con la vecchia provincia di Chinchay Suyu

L'impero inca settentrionale fu un rump state del Sudamerica occidentale.

## Storia
La Confederazione Settentrionale, formata da parti dell'impero inca "regolare", si formò nel 1527 quando morì l'Huayna Cápac inca. Per suo volere l'impero fu diviso, consegnando la maggior parte al legittimo erede, Huáscar, che governò da Cuzco mantenendo Quito come capitale. Atahualpa, il figlio preferito, ereditò questo nuovo impero che si estendeva da Cajamarca a sud fino alla Colombia meridionale a nord. Nonostante Huascar avesse ereditato oltre il 90% del vecchio impero, ordinò al proprio fratello e generale Atoc di invadere il nord nel 1529.
Cajamarca, ultimo luogo di scontro tra Atahualpa ed il conquistador spagnolo Francisco Pizarro, fu catturata in breve tempo, e la "seconda Cuzco", Tumebamba, cadde poco dopo. Dopo le iniziali sconfitte, Atahualpa riuscì a fermare l'avanzata meridionale nella battaglia di Mullihambato, riportando poi una decisa vittoria nella battaglia di Chimborazo grazie all'aiuto dei generali Quizquiz, Rumiñahui e Chalcochima. Tumebamba fu riconquistata e rasa al suolo, la sua popolazione di Cañari massacrata e Huascar obbligato a fuggire a nord. Nel 1532 l'impero meridionale fu di nuovo sconfitto a Quipaipan, Huascar fu catturato e Cuzco conquistata da Quizquiz. Atahualpa imase a Cajamarca venendo catturato quello stesso anno dai conquistatori spagnoli. La cattura del Sapa Inca (Huascar) e della sua capitale nel 1532 segnò la fine di questo impero, dato che si riunì nelle mani di Atahualpa. La sua gloria ebbe vita breve, dato che fu sconfitto e catturato sette mesi dopo a Cajamarca. La capitale Quito fu bruciata e rasa al suolo nel 1535 dal fratellastro Rumiñahui.